# Hadropareia semisquamata
Hadropareia semisquamata és una espècie de peix de la família dels zoàrcids i de l'ordre dels perciformes.

## Morfologia
- Els mascles poden assolir 13,7 cm de longitud total.
- Nombre de vèrtebres: 107-112.[4][5]

## Hàbitat
És un peix marí, de clima temperat i demersal que viu entre 0-3 m de fondària.

## Distribució geogràfica
Es troba a les Illes Kurils.

## Observacions
És inofensiu per als humans.